# Gregorio Martínez Sierra

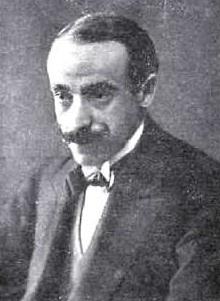
Gregorio Martínez Sierra (1910)

Gregorio Martínez Sierra (ur. 6 maja 1881 w Madrycie, zm. 1 października 1947 tamże) – hiszpański dramatopisarz, poeta i tłumacz.

## Życiorys
W 1898, mając 17 lat, wydał swój pierwszy zbiór poezji, El poema del trabajo, w 1905 zwrócił się w stronę sztuk teatralnych i związał się z Teatro de ensueño (Teatrem Snów). W 1911 napisał arcydzieło Canción de cuna (Pieśń kołyski), która stała się popularna w Hiszpanii i Ameryce Hiszpańskiej, oraz Primavera en otoño, a w 1913 Madrigal. Jego sztuki charakteryzuje finezja psychologiczna i subtelność poetycka, graniczące niekiedy z sentymentalizmem. Pisał również powieści. Tłumaczył na hiszpański m.in. utwory Szekspira i Maeterlincka. W latach 1917–1928 był dyrektorem teatru Eslava w Madrycie; swoją pracę tam opisał w książce Un teatro de arte en España (1926). Po jego śmierci jego popularność zmalała.